# Антонова, Елизавета Ивановна
Елизаве́та Ива́новна Анто́нова (1904—1994) — советская оперная певица (контральто). Народная артистка РСФСР (1951). Лауреат Сталинской премии первой степени (1942).

## Биография
Е. И. Антонова родилась 24 апреля (7 мая) 1904 год в Самаре. В 1923 году приехала в Москву и была принята в хор Большого театра. Брала уроки у М. А. Дейши-Сионицкой. В 1928—1929 годах солистка ЛМАТОБ. С 1930 года училась в Первом Московском государственном музыкальном техникуме у Т. Г. Держинской, сестры К. Г. Держинской. В 1930—1933 годах выступала как концертная певица. В 1933—1954 годах солистка ГАБТ.
Красивый тембр чистого и сильного голоса, выразительность пения, характерная для русской вокальной школы, снискали Елизавете Ивановне любовь и симпатии зрителей. До сих пор голос певицы продолжает волновать меломанов, слушающих её волшебный голос, сохранённый в записи.
Е. И. Антонова умерла 5 августа 1994 года. Похоронена на Троекуровском кладбище.

## Оперные партии
- «Иван Сусанин» М. И. Глинки — Ваня
- «Руслан и Людмила» М. И. Глинки — Ратмир
- «Русалка» А. С. Даргомыжского — княгиня
- «Вражья сила» А. Н. Серова — Спиридоновна
- «Борис Годунов» М. П. Мусоргского — хозяйка корчмы
- «Сорочинская ярмарка» М. П. Мусоргского — Хивря
- «Князь Игорь» А. П. Бородина — Кончаковна
- «Псковитянка» Н. А. Римского-Корсакова — Надежда; Власьевна
- «Майская ночь» Н. А. Римского-Корсакова — свояченица
- «Садко» Н. А. Римского-Корсакова — Нежата
- «Снегурочка» Н. А. Римского-Корсакова — Лель
- «Сказка о царе Салтане» Н. А. Римского-Корсакова — Ткачиха
- «Сказание о невидимом граде Китеже и деве Февронии» Н. А. Римского-Корсакова — Алконост
- «Черевички» П. И. Чайковского — Солоха
- «Евгений Онегин» П. И. Чайковского — Ольга
- «Пиковая дама» П. И. Чайковского — Полина
- «Леди Макбет Мценского уезда» Д. Д. Шостаковича — Сонетка
- «Валькирия» Р. Вагнера — Фрика
- «Фауст» Ш. Гуно — Зибель

## Фильмография
- 1940 — Светлый путь — исполнение вступительной песни «Высоко под самой тучей…»
- 1946 — Глинка — артистка Анна Яковлевна Воробьёва

## Награды и премии
- Сталинская премия первой степени (1942) — за исполнение партии Солохи в оперном спектакле «Черевички» П. И. Чайковского (1941)[3]
- Заслуженная артистка РСФСР (1947)
- Народная артистка РСФСР (1951)
- Орден «Знак Почёта» (1976)
- медали